# Romániai magyar egészségügyi irodalom
Romániai magyar egészségügyi irodalom (1919–1980) Szűkebb értelemben a környezetnek, az élet- és munkakörülményeknek az emberi szervezetre gyakorolt hatását vizsgáló, az ember egészségét pozitív vagy negatív értelemben befolyásoló tényezők szerepét kutató orvosi irodalom. Tágabb értelemben minden orvosi ismeret népszerűsítése, népnevelő célzattal.

## 1919–1945-ig
1919 és 1945 között Erdélyben több magyar nyelvű orvosi folyóirat jelent meg, ezek zöme szakjellegű volt (Erdélyi Orvosi Lap). A nagyközönséghez elsősorban a Schmidt Béla és Szigeti Imre szerkesztette Magyar Népegészségügyi Szemle (Marosvásárhely, 1933–40) szólt. Programját már a közlöny alcíme hirdeti: „Egészségügyi, embervédelmi és népnevelő folyóirat.” Hasonló célokért küzdött a Kolozsvárt 1935 és 1938 között megjelenő Egészség c. folyóirat is.
A népegészségügy és egészségügyi nevelés kérdéseivel a korszak magyar nyelvű erdélyi folyóiratai és napilapjai is ismételten foglalkoznak. A Korunk munkatársai, így Aradi Viktor, Mária Béla, Elekes Miklós a pellagra, a tuberkulózis, az alkoholizmus és más szélesen elterjedt megbetegedések társadalmi meghatározottságára mutattak rá; a Hitel 1936–39-es számaiban többen foglalkoztak az erdélyi magyarság táplálkozási kérdéseivel szociológiai nézőpontból (Csíky János, Heinrich Mihály, Parádi Kálmán és Nagy András). Több ismert erdélyi szakember a napisajtóban a legelterjedtebb népbetegségek tünettanát és az ellenük való védekezés módozatait taglalta, köztük Benedek Zoltán sepsiszentgyörgyi orvos (1870–1930) és Konrádi Dániel.
Az EME vándorgyűléseinek köteteiben, az orvosi szakosztály munkálatainak anyagában, de az orvoskongresszusokról szóló kötetekben is állandó jelleggel szerepeltek népszerűsítő orvosi előadások. Az EME központi feladatának tekintette a lakosság egészségügyi kultúrájának emelését, s többek között a következő kérdésekről hangzottak el értekezések: a tuberkulózisról, a vérátömlesztésről (1930), a kiütéses fertőző betegségekről (1931), a tüdőmegbetegedések megelőzéséről (1932), a táplálkozás egészségtanáról (1934), az iskolai fogászat kérdéseiről (1937), a betegségek korai felismeréséről (1938), a vitaminok szerepéről (1942). A szerzők az erdélyi orvosi közélet olyan ismert személyiségei, mint Veress Ferenc, Schmidt Béla, Parádi Kálmán, Szigeti Imre, Csőgör Lajos, Koleszár László, Török Imre, Goldberger Ede.
Az egészségügyi népszerűsítés munkájához járultak hozzá a magyar nyelvű középiskolák egészségtani oktatásának biztosítására írt tankönyvek is (Scheitz Vilmos, 1923, Boga Lajos, 1939, Nagy András, 1939).
Erdélyi magyar orvosok saját költségükön vagy közművelődési egyesületek kiadásában több népszerűsítő egészségügyi füzetet és könyvecskét jelentettek meg. Így az elsősegély nyújtás technikájáról Havas József (Kolozsvár, 1925), a tüdővész és nemi betegségek megelőzéséről Sándor János (Nagyvárad, 1928), a fertőző megbetegedésekről Herskovits Izidor (Brassó, 1926), a nemi betegségek megelőzéséről Goldberger Ede (Kolozsvár, 1924, 1928), a vérbajról Szelle Károly (Arad 1927), a váltólázról Bódis Gáspár (Brassó 1937), a betegségek megelőzéséről Nagy András (Kolozsvár, 1938) és Bakk Elek (Brassó 1938), a gyermekvédelem kérdéseiről Nagy András (Kolozsvár, 1938) és Schmidt Béla (Arad 1940).

## 1946–1980-ig
A második világháború után ez a munka az új egészségvédelem intézményes kereteiben folyt tovább. A marosvásárhelyi OGYI tudományos folyóiratot jelentetett meg, az Orvosi Szemlét, 1955-től 1975-ig külön kiadványként. Főszerkesztői: Andrásofszky Tibor, Csőgör Lajos, Puskás György. Szerkesztője Spielmann József volt. 1975-től a folyóirat a Revista Medicală folyóiratba olvadt be. Jóllehet szaktudományos jellegű közlöny, továbbképző rovatában népszerűsítő orvosi írások is megjelentek.
A szocialista egészségvédelem központi feladatának tekintette a lakosság bevonását saját egészségvédelmének ügyébe széles körű egészségügyi nevelőmunka segítségével. A megyei egészségügyi igazgatóságok irányítása alatt országszerte rendszeres egészségügyi nevelői szolgálatok működnek, az Országos Közegészségtani Intézet megfelelő osztályának támogatásával. A magyarok lakta megyékben az egészségügyi nevelői szolgálatok számos anyanyelven írt vagy magyarra fordított orvosi röplapot adnak ki többezres példányszámban a közegészségügy központi kérdéseiről (szív- és érrendszeri betegségek megelőzése és kezelése, a vírusos megbetegedések, különösen a hepatitis epidemica, az anya- és csecsemővédelem kérdései, az észszerű táplálkozás, a különböző megbetegedésekben szenvedő emberek diétája). Az egészségügyi nevelés célját szolgálták a magyar nyelvű újságok egészségügyi rovatai.
A helyi egészségügyi szolgálatok románból fordított vagy eredeti brosúrák, nagyobb lélegzetű művek kiadására is vállalkoztak. A Hargita megyei egészségügyi szolgálat például több kiadásban is megjelentette Az anyák iskolája (1966) című művet, Bajkó Barabás szülészeti tankönyvét s Kis György hasznos útmutatóját a véradásról és a vérátömlesztésről. 1978-ban nem kevesebb mint 800 új házasuló kapta meg ajándékba a Fiatal házasok könyve c. kiadványt (ugyanezt átvették más erdélyi vármegyék is). A Maros megyei egészségügyi szolgálat Ander Zoltán több népszerűsítő dolgozatát adta ki az alkoholizmus ártalmairól, a dohányzás veszélyeiről, a közlekedés orvosi vonatkozásairól (1973); Rákosfalvi Zoltán tanácsait diszkuszsérvben szenvedő betegeknek, Otto Hans Schieb és Liszka Pál egészségügyi útmutatását asszonyok számára (1973). Temesvárt Bárányi Ildikó népszerűsítő írása, a Gyakorlati tanácsadó kismamáknak jelent meg (1973).
Az egészségügyi irodalom közé sorolhatók azok az átfogó, az egészségügy főbb kérdéseit népszerűsítő munkák is, mint amilyenek az Előre Kiskönyvtárban Kahána Ernő Az orvosé a szó (1972) és Bárányi Ferenc Mindenki háziorvosa (1974) c. kötetei, a környezetszennyezéssel foglalkozó Steinmetz József Az alkalmazkodás határai c. munkája, továbbá Kis Zoltán-Holicska Dezső-Vitályos András Ember és egészség c. könyve a Kriterion Kézikönyvek sorozatban (1974). A Hét ismeretterjesztő melléklete, a TETT Ember és egészség (1977/1) s Életünk és a táplálkozás (1979/1) c. füzeteiben tett szolgálatot a népegészségügynek.